# チャート・コープチッティ
チャート・コープチッティ（タイ語：ชาติ กอบจิตติ、英語：Chart Korbjitti、1954年6月25日 - ）は、タイの小説家。1984年、1994年東南アジア文学賞受賞者。2004年タイ王国国家芸術家に選出。

## 経歴
サムットサコーン県ムアンサムットサコーン郡タムボン・バーンボーのヌナック・ホーン運河（คลองสุนัขหอน）のほとりで生まれる。1969年、15歳になったとき、最初の短編「学生 ギャング（นักเรียนนักเลง）」をワット・パトゥムコンカー校で発表する。1979年、短編『勝利の道』を書き、文芸誌『読書界』よりチョーガーラゲート賞を受賞する。
1981年、初めての長編『裁き』がタイ文芸委員会によって「今年の一冊」に選らばれる。1984年に東南アジア文学賞を受賞。その後渡米。タイに帰国後1994年に『時』を発表、東南アジア文学賞を再び受賞。2004年には、タイ王国国家芸術家(文学部門)に指名される。

## 作品
- (1979)『勝利の道』 (ทางชนะ) ISBN 974-90552-9-2
- (1980)『袋小路』 (จนตรอก) ISBN 974-90565-9-0
- (1981)『裁き』 (คำพิพากษา) ISBN 974-91957-9-5
- (1983)『肩のこらぬ話』 (เรื่องธรรมดา) ISBN 974-93281-4-0
- (1984)『携帯用のナイフ』 (มีดประจำตัว) 短編集 ISBN 974-93957-4-3
- (1987)『マー・ナオ・ローイ・ナム』(หมาเน่าลอยน้ำ) ISBN 974-211-079-4
- (1988)『狂犬たち』 (พันธุ์หมาบ้า), ISBN 974-92246-3-9
- (1989)『マイペンライの都』 (นครไม่เป็นไร) 短編集 ISBN 974-90553-2-2
- (1993)『時』( (เวลา), ISBN 974-90566-1-2
- (1996)『とりとめのない人生四方山話』 (บันทึก:บันทึกเรื่องราวไร้สาระของชีวิต) エッセイ ISBN 974-93095-7-X
- (1996)『ラーイ・ガーン・トゥン・パナタン・ナーヨック・ラタモントリー』 (รายงานถึง ฯพณฯ นายกรัฐมนตรี) ISBN 974-90553-1-4
- (2000)『逆風』 (ลมหลง) 映画シナリオ ISBN 974-211-107-3
- (2003)『プレー・ユワン・タイ・トン・ヌン』 (เปลญวนใต้ต้นนุ่น) 文芸誌「シー・サン」(Si San）1999-2003からの記事収録 ISBN 974-91640-9-1
- (2005)『ボーリガーン・ラップ・ヌワット・ナー』 (บริการรับนวดหน้า) 短編集 ISBN 974-92921-0-3

### 映画化
- 『アイ・ファク』(ไอ้ฟัก）（2004）原作：『裁き』 監督パンタム・トーンサン(พันธุ์ธัมม์ ทองสังข์）/出演 ピティサック・ヤウワナーノン（ปิติศักดิ์ เยาวนานนท์、ファク役）、ボンコット・コンマーライ（บงกช คงมาลัย、ソムソン役）/製作GMM・ピクチャーズ(จีเอ็มเอ็ม พิคเจอร์ส）

## 翻訳
※｢｣は訳書がないため仮訳。『』は題名が原題もしくは確定した訳題のあるもの。

### 日本語訳
- (1987)『裁き』 星野龍夫訳 勁草書房 ISBN 9784326910823
- (1988)『携帯用のナイフ』(短篇集)星野龍夫訳『すばる』
- (1997)『較べてみれば』『周囲の雰囲気』『マイペンライの都』『肩のこらぬ話』 宇戸清治訳 『東南アジア文学3』
- (1999)『帰郷』横井博子訳 五十嵐勉編『アジア文学 第4号』アジア文化社 ISBN 9784795239807
- (2003)『時』 (アジアの現代文芸シリーズ タイ12 大同生命国際文化基金) 岩城雄次郎訳 日本経済新聞出版社

### 英訳
- (1995)The Judgment,（『裁き』） ISBN 974-89330-0-8
- (2003)No Way Out,（『袋小路』） ISBN 974-91385-1-1
- (2000)Time,（『時』） ISBN 974-85827-7-9
- (2002)Mad Dogs & Co.,（『狂犬たち』） ISBN 974-90553-5-7

「逆風（Lom long）」の英訳版の存在は確認されていないが、英語題は「Seduced（誘惑されて）」とされたことがある。

## 受賞
- 1984、1994 - 東南アジア文学賞
- 2004 - タイ王国国家芸術家

## 註
1. ↑  英語版サイトの著者略歴：書かれた年代と映画脚本であることから、「Lom long」が英語題「Seduced」になったことが容易にうかがえる